# Hapoel Eilat
El Hapoel Eilat (en hebreo:הפועל אילת), es un equipo de baloncesto israelí con sede en la ciudad de Eilat, que compite en la Ligat Winner. Disputa sus partidos en el Begin Arena, con capacidad para 1.300 espectadores.

## Historia
El equipo ascendíó a Primera División por primera vez en la temporada 1990-91, siendo entrenado por Arik Shivek .
En la temporada 1996-97, el equipo perdió ante el Maccabi Tel Aviv en semifinales. Un año más tarde, el equipo llegó a la final, en la que perdió 0-3 contra Maccabi Tel Aviv.
A principios de 2000, el equipo se encontraba en serias dificultades financieras, lo que condujo al descenso a segunda división . Más tarde el equipo se disolvió y se volvió a establecer más adelante en una liga menor. En general, el equipo jugó en primera división durante ocho temporadas (1992-1999).
En la temporada 2010-11, el equipo ganó la Copa Igud , la copa de las ligas menores, después de vencer a Maccabi Kiryat Bialik en la final.
En junio de 2012, el equipo obtuvo la licencia de Habik'a BC para jugar en la Primera División, a partir de la temporada 2012-13.
En 2015, el equipo estuvo sensacional ganando al todopoderoso Maccabi Tel Aviv BC en semifinales por 3-2. El equipo se enfrentó a Hapoel Jerusalem BC en la final, pero perdió.

## Posiciones en Liga
| Temporada | Nivel | Liga        | Pos. | Postemporada     | Copa de Israel   | Copa de la Liga  | Competiciones europeas | Competiciones europeas |
| --------- | ----- | ----------- | ---- | ---------------- | ---------------- | ---------------- | ---------------------- | ---------------------- |
| 2010–11   | 3     | Liga Artzit | 4º   | –                | –                | –                | –                      | –                      |
| 2011–12   | 3     | Liga Artzit | 3º   | –                | –                | –                | –                      | –                      |
| 2012–13   | 1     | Ligat ha'Al | 3º   | Semifinalista    | Cuartos de final | –                | –                      | –                      |
| 2013–14   | 1     | Ligat ha'Al | 5º   | Semifinalista    | Finalista        | Semifinalist     | –                      | –                      |
| 2014–15   | 1     | Ligat ha'Al | 4º   | Finalista        | Semifinalista    | Cuartos de final | –                      | –                      |
| 2015–16   | 1     | Ligat ha'Al | 4º   | Semifinalista    | Octavos de final | Finalista        | –                      | –                      |
| 2016–17   | 1     | Ligat ha'Al | 2º   | Cuartos de final | Octavos de final | Cuartos de final | –                      | –                      |
| 2017–18   | 1     | Ligat ha'Al | 7º   | Cuartos de final | Cuartos de final | Cuartos de final | –                      | –                      |
| 2018–19   | 1     | Ligat ha'Al | 4º   | Semifinalista    | Cuartos de final | Cuartos de final | –                      | –                      |
| 2019–20   | 1     | Ligat ha'Al | 10º  | —                | Octavos de final | Cuartos de final | –                      | –                      |
| 2020–21   | 1     | Ligat ha'Al |      |                  |                  | Cuartos de final | Liga de los Balcanes   | RS                     |

Fuente: Eurobasket.com

## Palmarés
- Subcampeón Liga de Israel: 2

1998 y 2015
- Subcampeón Copa de Israel: 1

2014

## Jugadores destacados
| - Nenad Marković - Greg Newton - Lior Ardity - Itzik Cohen - Sharon Drucker - Amir Katz - Yuval Naimy - Meir Tapiro - Luis Flores (baloncestista) - Brian Asbury - Fred Campbell - Joe Dawson | - Dion Dowell - Ed Elisma - Sean Evans - Austin Freeman - Corey Gaines - Yancy Gates - Derrick Hamilton - Elijah Holman - Scotty Hopson - Dominic McGuire - Larry O'Bannon - Kevin Palmer | - Willie Reed - Terrence Roderick - Brian Rowsom - Jerome Tillman - Christian Watford - Terrico White - Khalif Wyatt - Jan Martín - Flynn Clayman - Tony Younger - Adrian Uter - Darius Washington |